# Nonoza
Nonoza je monosaharid sa devet atoma ugljenika.

## Primeri nonoza
- Neuraminska kiselina
- Sialinska kiselina
- Legionamininska kiselina
- Pseudamininska kiselina